# 日本音楽教育文化振興会
公益財団法人日本音楽教育文化振興会（にほんおんがくきょういくぶんかしんこうかい、英: Japan Musical Education and Culture Promotion Society）
は、日本の音楽教育振興に関する諸事業を行う公益財団法人である。
略称は「JMECPS」。
音楽教育及び音楽文化に関する通信教育・調査研究・国際交流や、音楽教育及び音楽文化の普及・向上のための研究会・講習会・鑑賞会・コンクールの実施や啓蒙活動などを行っている。

## 沿革
- 1948年（昭和23年） - 社団法人東京音楽学校同声会が、文部省認定「社会人のための音楽通信教育」を開催する。
- 1954年（昭和29年）12月17日 - に財団法人音楽教育研究所として認可される。
- 1964年（昭和39年）9月21日 - 財団法人日本音楽教育文化振興会となる。
- 2010年（平成22年）9月24日 - 内閣府所管の公益財団法人の認可を受ける。

## 事業内容
- 音楽に関する学習機会を提供する事業
  - 社会人のための音楽通信教育
  - 楽譜検定

- 音楽に関する発表機会を提供する事業
  - 日本管打楽器コンクール
  - 日本管楽合奏コンテスト
  - 日本ジュニア管打楽器コンクール
  - ウェブ・サウンド・クリエイターコンテスト
  - ポップス・ジャズコンテスト

- 音楽に関する鑑賞機会を提供する事業
  - 全日本市民バンドフェスティバル
  - 国際音楽ソフトウェア流通協議会